# 公共経済学
公共経済学（こうきょうけいざいがく、英: public economics）とは、政府（公共部門）が行う経済活動を扱う経済学の分野である。資源配分の効率性、所得分配の公平性、経済の安定性、租税、費用便益分析、政府の意思決定などが扱われる。

## 内容
市場メカニズムによって、資源配分の効率性、所得分配の公平性、経済の安定性が実現しないことがある。その場合、これらが実現するよう、政府が市場に介入し、適切な政策を実施することが求められる。そうした政策について考えることが、公共経済学の大きな柱となる。
政府の活動の財源となる租税について、その望ましい在り方について考えることも、公共経済学の重要なトピックである。
公共事業の費用と便益を計測・比較することで、最適な公共事業について考える費用便益分析というトピックもある。
政府の意思決定のあり方について考えることも、公共経済学の主要なトピックである（政治経済学）。

### 資源配分の効率性
市場による調整機能が効率的な資源配分を達成するには次の4条件が必要である。
1. 費用逓減産業が存在しない。
2. 外部性が存在しない。
3. 公共財が存在しない。
4. 情報の非対称性が存在しない。

これらの条件が満たされないとき、市場は効率的な資源配分を達成し得ず、それを市場の失敗と呼ぶ。
このとき、政府が市場に介入し市場機能を補強するか、あるいは市場機能を全く利用できない場合には別の資源配分機構を設けて、非効率性を是正することが求められる。費用逓減産業に対する規制や、負の外部効果をもたらす財に対する課税（正の外部効果をもたらす財に対する補助金交付）、公共財の供給、資格制度などによる情報の非対称性の軽減などの政策によって、非効率性が軽減できる可能性がある。

### 所得分配の公平性
市場による所得分配は、必ずしも公平性という社会的倫理基準を満たすとは限らない。
この場合、政府が所得再分配政策や社会保障政策等により公平な所得分配達成のため介入する必要がある。

### 経済の安定性
市場経済には景気の変動という不安定性が伴う。
これに対して、経済の安定を実現するためのマクロ経済政策（財政政策、金融政策）について考える。

### 租税
政府の活動の主な財源は租税である。
資源配分を歪めないなどの、租税の望ましい在り方を考える。

### 費用便益分析
最適な公共事業を実施するためには、その費用と便益を計測・比較することが必要になる。そのための手法が費用便益分析と呼ばれるものである。
例えば、空港を設置する際、複数の候補地のそれぞれについて費用の合計と便益の合計を出し、相互比較したうえで最適のものを選ぶ。

### 政府の意思決定
政府は単独の意思決定主体ではなく、政府の意思決定は政治家や官僚などによる政治過程の結果なされる。そうした、政府の意思決定の過程を考える。

## 歴史
過去において、政府の経済活動あるいは民間経済に対する干渉の問題は財政学あるいは厚生経済学の領域で扱われていた。これが1960年代以降、公共経済学という領域の問題になったのには、次の3つの理由が考えられる。
第1に、政府の経済活動の量的かつ質的拡大が上げられる。量的に見ると政府支出の国内総生産に占める割合は先進資本主義国では10%から20%となっている。また財政規模から見ても国民所得に占める租税・税外負担率は、低い国でも25%、高い国になると50%近くなっている。このような政府の活動の量的拡大は、政府の民間経済への影響をより重大なものにした。質的拡大についても、医療、住宅、教育などの面で純粋公共財から私的財に近いものまで、政府により供給されるようになった。また社会保障制度の充実、あるいは所得再分配面での政府の活動の強化が、人々により強く要請され政府が拡大した。
第2に、市場で取引されない財の増大とともに、それらの財の最適供給および費用負担方法を決定する問題が生じ、そのために政府による意思決定の分析が必要となった。
第3に、財政学、厚生経済学にはすでにある定着したイメージがある。そこで両者からイメージされる分野とは若干異なり、もう少し広い分野あるいは両者に共通する分野を扱うものとして公共経済学という言葉が利用されるようになった。
以上のような理由から、公共経済学は財政学、厚生経済学を含んだより広い学問領域として発展してきた。

## 学術雑誌
- Journal of Public Economics（英語版）
- American Economic Journal: Economic Policy（英語版）
- International Tax and Public Finance
- National Tax Journal（英語版）
- Social Choice and Welfare（英語版）
- Public Choice（英語版）
- Journal of Public Economic Theory（英語版）